# Move Your Feet
Move Your Feet is een nummer van het Deense muziekduo Junior Senior uit 2002. Het is de eerste single van hun debuutalbum Lifestories.
"Move Your Feet" werd een hit in Europa en Australië. Het bereikte de 4e positie in Denemarken, het thuisland van Junior Senior. Ook in de Nederlandse Top 40 deed het nummer het goed, daar bereikte het de 7e positie en werd Dancesmash op Radio 538. In Vlaanderen werd het nummer in 2003 pas een hit, daar bereikte het toen de 3e positie in de Tipparade.